# حركة العين المقترنة
تشير حركة العين المقترنة إلى التناسق الحركي للعينين الذي يسمح بالتثبيت الثنائي على أي شيء واحد.  تتشارك في ذلك مراكز عديدة في الدماغ. يتحكم في الرؤية المقترنة الأفقية نواة CN III وCN VI والتشكيل الشبكي الجسري المجاور والنواة الدهليزية الإنسية الخاصة بـالنواة السلكية تحت اللسان. يتحكم في الرؤية المقترنة العمودية نواة CN III وCN IV والنواة الخلالية المنقارية للحزمة الإنسية الطولية (riMLF) ونواة كوهال العصبية.